# السنة الدولية للتعاونيات
حددت الجمعية العامة للأمم المتحدة في 18 ديسمبر 2009 العام 2012 باعتباره السنة الدولية للتعاونيات. 
وقد كرمت هذه التسمية استخدام المنظمات التعاونية للمساهمة في التنمية الاجتماعية والاقتصادية في جميع أنحاء العالم.  تم إطلاقه رسميًا في 31 أكتوبر 2011 تحت شعار "المؤسسات التعاونية تبني عالمًا أفضل".  تمت دعوة الأمين العام للأمم المتحدة بان كي مون للتحدث في قمة نوفمبر 2011 للتحالف التعاوني الدولي. 